# 오늘N
《오늘N》은 MBC TV에서 매주 평일 오후 6시 5분에 방송 중인 저녁 교양 정보 프로그램이다.

## 기획 의도
양질의 정보를 전달하고자 노력하는 저녁 교양 정보 프로그램

## 개요
《생방송 오늘아침》이라는 자매 프로그램으로 아침 교양 정보 프로그램과는 다르게 리포터가 아니라 내레이션으로 진행한다.

## 역사
- 2014년 11월 17일부터 MBC 교양제작국 폐지를 골자로 한 조직 개편을 단행하면서 신설된 프로그램이었다.
- 2024년 6월 30일을 마지막으로 《생방송 오늘 저녁》이 종영되었고 2024년 7월 1일부터 《오늘N》이라는 타이틀로 바뀌었다.

## 방송 시간
| 방송 채널 | 방송 기간                          | 방송 시간                                             |
| --------- | ---------------------------------- | ----------------------------------------------------- |
| MBC TV    | 1998년 1월 19일~2000년 5월 12일    | 매주 평일 저녁 6시 ~ 6시 30분                         |
| MBC TV    | 2000년 5월 15일~10월 27일          | 매주 평일 저녁 5시 45분 ~ 6시 30분                    |
| MBC TV    | 2000년 10월 30일~2001년 11월 2일   | 매주 평일 저녁 5시 50분 ~ 6시 30분                    |
| MBC TV    | 2001년 11월 5일~2008년 11월 14일   | 매주 평일 저녁 5시 35분 ~ 6시 30분                    |
| MBC TV    | 2010년 11월 1일 ~ 2012년 10월 4일  | 매주 월요일 ~ 목요일 저녁 6시 ~ 6시 50분              |
| MBC TV    | 2012년 10월 12일 ~ 2012년 11월 2일 | 매주 금요일 저녁 6시 30분 ~ 7시 45분                  |
| MBC TV    | 2012년 11월 9일 ~ 2014년 11월 14일 | 매주 금요일 저녁 6시 ~ 7시 45분                       |
| MBC TV    | 2014년 11월 17일~2015년 12월 11일  | 매주 평일 저녁 6시 10분 ~ 7시 15분                    |
| MBC TV    | 2016년 4월 4일~2018년 9월 7일      | 매주 평일 저녁 6시 10분 ~ 7시 15분                    |
| MBC TV    | 2015년 12월 14일~2016년 3월 31일   | 매주 월요일 ~ 목요일 저녁 6시 10분 ~ 7시 15분         |
| MBC TV    | 2018년 7월 9일~9월 7일             | 매주 평일 저녁 6시 20분 ~ 7시 15분                    |
| MBC TV    | 2018년 9월 10일~12월 14일          | 매주 평일 저녁 6시 15분 ~ 7시 15분                    |
| MBC TV    | 2018년 12월 24일~2019년 1월 11일   | 매주 평일 저녁 6시 15분 ~ 7시 15분                    |
| MBC TV    | 2019년 1월 21일~3월 15일           | 매주 평일 저녁 6시 15분 ~ 7시 15분                    |
| MBC TV    | 2020년 9월 14일~12월 31일          | 매주 평일 저녁 6시 15분 ~ 7시 15분                    |
| MBC TV    | 2018년 12월 17일~12월 21일         | 매주 월요일, 수요일 ~ 금요일 저녁 6시 15분 ~ 7시 15분 |
| MBC TV    | 2018년 12월 17일~12월 21일         | 매주 화요일 저녁 6시 5분 ~ 7시 5분                    |
| MBC TV    | 2019년 1월 14~18일                 | 매주 평일 저녁 6시 15분 ~ 7시 10분                    |
| MBC TV    | 2019년 3월 18일~7월 12일           | 매주 평일 저녁 5시 55분 ~ 6시 50분                    |
| MBC TV    | 2019년 7월 15일~2020년 3월 24일    | 매주 평일 저녁 6시 25분 ~ 7시 30분                    |
| MBC TV    | 2020년 3월 25일~6월 26일           | 매주 평일 저녁 6시 30분 ~ 7시 35분                    |
| MBC TV    | 2020년 6월 29일~9월 11일           | 매주 평일 저녁 6시 20분 ~ 7시 20분                    |
| MBC TV    | 2021년 1월 4일~6월 18일            | 매주 월요일 ~ 수요일, 금요일 저녁 6시 10분 ~ 7시 10분 |
| MBC TV    | 2021년 1월 4일~6월 18일            | 매주 목요일 저녁 6시 10분 ~ 7시 5분                   |
| MBC TV    | 2021년 6월 21일 ~ 현재             | 매주 평일 저녁 6시 5분 ~ 7시 5분                      |

## MC

### 남성
| 대수 | 진행자             | 진행 기간                          | 비고  |
| ---- | ------------------ | ---------------------------------- | ----- |
| 1대  | 김정근 前 아나운서 | 2014년 11월 17일 ~ 2017년 3월 3일  |       |
| 2대  | 김준상 아나운서    | 2017년 3월 6일 ~ 2017년 6월 2일    |       |
| 3대  | 김대호 前 아나운서 | 2017년 6월 7일 ~ 2017년 8월 17일   |       |
| 4대  | 김준상 아나운서    | 2017년 8월 18일 ~ 2017년 11월 17일 |       |
| 5대  | 김대호 前 아나운서 | 2017년 11월 20일 ~ 2023년 9월 22일 | [ 2 ] |
| 5대  | 정영한 아나운서    | 2022년 7월 18일 ~ 2022년 7월 29일  |       |
| 6대  | 정영한 아나운서    | 2023년 10월 9일 ~ 2025년 2월 28일  | [ 3 ] |
| 7대  | 이휘준 아나운서    | 2025년 3월 3일 ~ 현재              |       |

### 여성
| 대수 | 진행자          | 진행 기간                           | 비고        |
| ---- | --------------- | ----------------------------------- | ----------- |
| 1대  | 김초롱 아나운서 | 2014년 11월 17일 ~ 2016년 1월 7일   |             |
| 2대  | 이재은 아나운서 | 2016년 1월 11일 ~ 2017년 8월 17일   |             |
| 2대  | 차예린 아나운서 | 2016년 5월 16일 ~ 2017년 8월 17일   |             |
| 3대  | 박지민 아나운서 | 2017년 8월 18일 ~ 2017년 11월 17일  |             |
| 4대  | 이재은 아나운서 | 2017년 11월 20일 ~ 2017년 12월 29일 |             |
| 4대  | 차예린 아나운서 | 2017년 11월 20일 ~ 2022년 7월 22일  |             |
| 5대  | 박연경 아나운서 | 2018년 1월 2일 ~ 2018년 5월 25일    |             |
| 6대  | 이진 아나운서   | 2018년 5월 28일 ~ 2022년 7월 15일   |             |
| 7대  | 이진 아나운서   | 2022년 7월 25일 ~ 2022년 9월 21일   |             |
| 8대  | 박소영 아나운서 | 2022년 9월 22일 ~ 2022년 10월 14일  |             |
| 9대  | 박지민 아나운서 | 2022년 10월 17일 ~ 2025년 2월 28일  | [ 4 ] [ 5 ] |
| 10대 | 박소영 아나운서 | 2025년 3월 3일 ~ 현재               | [ 6 ]       |

## 코너

### 종영 코너
월요일
- 핫이슈 & 핫피플
- 맛있는 레시피
- 우리집 애물단지
- 가격타파! 이유있는 맛집
- 브라보 전원라이프

화요일
- 핫이슈 & 핫피플
- 천하일미 완전정복
- 진짜? 진짜!
- 자연을 파는 식당
- 부부별곡

수요일
- 핫이슈 & 핫피플
- 팔도 진미
- 대한민국 골목열전
- 박성훈셰프의 팔도식객
- 별별배달

목요일
- 핫이슈 & 핫피플
- 소문 추적단
- 시장하시죠
- 국수의 神
- 바다 위의 헌터
- 이맛에 산다

금요일(춘천MBC 일부)
- 원더풀 대한민국

## 지역 방송국 프로그램
| 방송 채널       | 방송 권역                          | 프로그램                    | 방송 시간                                         |
| --------------- | ---------------------------------- | --------------------------- | ------------------------------------------------- |
| MBC 경남 TV     | 경상남도                           | 뉴스파다                    | 매주 평일 오후 6시 5분 ~ 오후 7시 5분             |
| 춘천MBC TV      | 강원특별자치도                     | 레트로 365                  | 매주 월요일 오후 6시 5분 ~ 오후 7시 5분           |
| 춘천MBC TV      | 강원특별자치도                     | 강원 365                    | 매주 화요일 ~ 수요일 오후 6시 5분 ~ 오후 7시 5분  |
| 춘천MBC TV      | 강원특별자치도                     | 보통의 존재                 | 매주 목요일 오후 6시 5분 ~ 오후 7시 5분           |
| 춘천MBC TV      | 강원특별자치도                     | 테마 기행 길                | 매주 금요일 오후 6시 5분 ~ 오후 7시 5분           |
| 원주MBC TV      | 강원특별자치도                     | 트로트 클라쓰               | 매주 월요일 오후 6시 5분 ~ 오후 7시 5분           |
| 원주MBC TV      | 강원특별자치도                     | 강원 365                    | 매주 화요일 ~ 수요일 오후 6시 5분 ~ 오후 7시 5분  |
| 원주MBC TV      | 강원특별자치도                     | 다큐 M                      | 매주 목요일 오후 6시 5분 ~ 오후 7시 5분           |
| 원주MBC TV      | 강원특별자치도                     | 보통의 존재                 | 매주 금요일 오후 6시 5분 ~ 오후 7시 5분           |
| MBC 강원영동 TV | 강원특별자치도                     | 강원 365                    | 매주 화요일 ~ 수요일 오후 6시 5분 ~ 오후 7시 5분  |
| MBC 강원영동 TV | 강원특별자치도                     | 다큐 M                      | 매주 목요일 오후 6시 5분 ~ 오후 7시 5분           |
| MBC 강원영동 TV | 강원특별자치도                     | 테마 기행 길                | 매주 금요일 오후 6시 5분 ~ 오후 7시 5분           |
| 대전MBC TV      | 대전광역시 세종특별자치시 충청남도 | 살맛나는 세상               | 매주 월요일 오후 6시 5분 ~ 오후 7시 5분           |
| 대전MBC TV      | 대전광역시 세종특별자치시 충청남도 | 트로트 클라쓰               | 매주 화요일 오후 6시 5분 ~ 오후 7시 5분           |
| 대전MBC TV      | 대전광역시 세종특별자치시 충청남도 | 오늘 M                      | 매주 수요일 ~ 목요일 오후 6시 5분 ~ 오후 7시 5분  |
| 대전MBC TV      | 대전광역시 세종특별자치시 충청남도 | 테마 기행 길                | 매주 금요일 오후 6시 5분 ~ 오후 7시 5분           |
| MBC 충북 TV     | 충청북도                           | 충북 시사 토론 창 (재방송)  | 매주 월요일 오후 6시 5분 ~ 오후 7시 5분           |
| MBC 충북 TV     | 충청북도                           | 생방송 활기찬 저녁          | 매주 화요일 ~ 수요일 오후 6시 5분 ~ 오후 7시 5분  |
| MBC 충북 TV     | 충청북도                           | 맛나면 좋은 친구 (재방송)   | 매주 목요일 오후 6시 5분 ~ 오후 7시 5분           |
| MBC 충북 TV     | 충청북도                           | 테마 기행 길                | 매주 금요일 오후 6시 5분 ~ 오후 7시 5분           |
| 부산MBC TV      | 부산광역시                         | 메디컬 다큐 365             | 매주 월요일 오후 6시 5분 ~ 오후 7시 5분           |
| 부산MBC TV      | 부산광역시                         | 다큐 M                      | 매주 화요일 오후 6시 5분 ~ 오후 7시 5분           |
| 부산MBC TV      | 부산광역시                         | 톡톡 전국시대               | 매주 수요일 오후 6시 5분 ~ 오후 7시 5분           |
| 부산MBC TV      | 부산광역시                         | 생방송 부라보               | 매주 목요일 ~ 금요일 오후 6시 5분 ~ 오후 7시 5분  |
| 울산MBC TV      | 울산광역시                         | 건강 배송 센터              | 매주 월요일 ~ 목요일 오후 6시 5분 ~ 오후 6시 15분 |
| 울산MBC TV      | 울산광역시                         | 울산을 틀어라 울트라        | 매주 월요일 ~ 목요일 오후 6시 15분 ~ 오후 7시 5분 |
| 울산MBC TV      | 울산광역시                         | 테마 기행 길                | 매주 금요일 오후 6시 5분 ~ 오후 7시 5분           |
| 대구MBC TV      | 대구광역시                         | 다큐 M                      | 매주 월요일 오후 6시 5분 ~ 오후 7시 5분           |
| 대구MBC TV      | 대구광역시                         | 생방송 시시각각             | 매주 수요일 오후 6시 5분 ~ 오후 7시 5분           |
| 대구MBC TV      | 대구광역시                         | 테마 기행 길                | 매주 금요일 오후 6시 5분 ~ 오후 7시 5분           |
| 안동MBC TV      | 경상북도                           | 전국시대                    | 매주 월요일 ~ 목요일 오후 6시 5분 ~ 오후 7시 5분  |
| 안동MBC TV      | 경상북도                           | 테마 기행 길                | 매주 금요일 오후 6시 5분 ~ 오후 7시 5분           |
| 포항MBC TV      | 경상북도                           | 전국시대                    | 매주 화요일 ~ 목요일 오후 6시 5분 ~ 오후 7시 5분  |
| 포항MBC TV      | 경상북도                           | 테마 기행 길                | 매주 금요일 오후 6시 5분 ~ 오후 7시 5분           |
| 목포MBC TV      | 전라남도                           | 남도의 혼 도자기 오디세이   | 매주 월요일 ~ 목요일 오후 6시 5분 ~ 오후 6시 15분 |
| 목포MBC TV      | 전라남도                           | 살맛나는 세상               | 매주 월요일 오후 6시 15분 ~ 오후 7시 5분          |
| 목포MBC TV      | 전라남도                           | 가고 잡소                   | 매주 화요일 오후 6시 15분 ~ 오후 7시 5분          |
| 목포MBC TV      | 전라남도                           | 보통의 존재                 | 매주 수요일 오후 6시 15분 ~ 오후 7시 5분          |
| 목포MBC TV      | 전라남도                           | 트로트 클라쓰 3             | 매주 목요일 오후 6시 15분 ~ 오후 7시 5분          |
| 목포MBC TV      | 전라남도                           | 테마 기행 길                | 매주 금요일 오후 6시 5분 ~ 오후 7시 5분           |
| 여수MBC TV      | 전라남도                           | 어바웃 우리 동네            | 매주 월요일 오후 6시 5분 ~ 오후 7시 5분           |
| 여수MBC TV      | 전라남도                           | 전국시대                    | 매주 화요일 ~ 수요일 오후 6시 5분 ~ 오후 7시 5분  |
| 여수MBC TV      | 전라남도                           | 다큐 M                      | 매주 목요일 오후 6시 5분 ~ 오후 7시 5분           |
| 여수MBC TV      | 전라남도                           | 앙코르 트로트 클라쓰 3      | 매주 금요일 오후 6시 5분 ~ 오후 7시 5분           |
| 광주MBC TV      | 광주광역시                         | 광주MBC 보다                | 매주 월요일 오후 6시 5분 ~ 오후 7시 5분           |
| 광주MBC TV      | 광주광역시                         | 본방을 보자                 | 매주 화요일 ~ 목요일 오후 6시 5분 ~ 오후 7시 5분  |
| 광주MBC TV      | 광주광역시                         | 테마 기행 길                | 매주 금요일 오후 6시 5분 ~ 오후 7시 5분           |
| 전주MBC TV      | 전북특별자치도                     | 전북이 참 좋다 스페셜       | 매주 월요일 오후 6시 5분 ~ 오후 6시 25분          |
| 전주MBC TV      | 전북특별자치도                     | 앙코르 반갑습니다           | 매주 월요일 오후 6시 25분 ~ 오후 7시 5분          |
| 전주MBC TV      | 전북특별자치도                     | 앙코르 건강 지킴이 닥터 MBC | 매주 화요일 오후 6시 5분 ~ 오후 6시 35분          |
| 전주MBC TV      | 전북특별자치도                     | 다정다감                    | 매주 화요일 저녁 6시 35분 ~ 오후 7시              |
| 전주MBC TV      | 전북특별자치도                     | 우리는 지역에 살아요        | 매주 화요일 오후 7시 ~ 오후 7시 5분               |
| 전주MBC TV      | 전북특별자치도                     | 전북이 참 좋다              | 매주 수요일 오후 6시 5분 ~ 오후 7시 5분           |
| 전주MBC TV      | 전북특별자치도                     | 다큐 M                      | 매주 목요일 오후 6시 5분 ~ 오후 7시 5분           |
| 전주MBC TV      | 전북특별자치도                     | 테마 기행 길                | 매주 금요일 오후 6시 5분 ~ 오후 7시 5분           |
| 제주MBC TV      | 제주특별자치도                     | 테마 기행 길 스페셜         | 매주 화요일 오후 6시 5분 ~ 오후 7시 5분           |
| 제주MBC TV      | 제주특별자치도                     | 다큐 M                      | 매주 수요일 오후 6시 5분 ~ 오후 7시 5분           |
| 제주MBC TV      | 제주특별자치도                     | 테마 기행 길                | 매주 목요일 오후 6시 5분 ~ 오후 7시 5분           |
| 제주MBC TV      | 제주특별자치도                     | 디지털 매거진 로그 인 제주  | 매주 금요일 오후 6시 5분 ~ 오후 7시 5분           |

| 방송 채널       | 방송 권역                          | 월요일 | 화요일 | 수요일 | 목요일 | 금요일 |
| --------------- | ---------------------------------- | ------ | ------ | ------ | ------ | ------ |
| MBC 강원영동 TV | 강원특별자치도                     | O      | X      | X      | X      | X      |
| 원주MBC TV      | 강원특별자치도                     | X      | X      | X      | X      | X      |
| 춘천MBC TV      | 강원특별자치도                     | X      | X      | X      | X      | X      |
| 대전MBC TV      | 대전광역시 세종특별자치시 충청남도 | X      | X      | X      | X      | X      |
| MBC 충북 TV     | 충청북도                           | X      | X      | X      | X      | X      |
| 부산MBC TV      | 부산광역시                         | X      | X      | X      | X      | X      |
| 울산MBC TV      | 울산광역시                         | X      | X      | X      | X      | X      |
| 대구MBC TV      | 대구광역시                         | X      | O      | X      | O      | X      |
| 안동MBC TV      | 경상북도                           | X      | X      | X      | X      | X      |
| 포항MBC TV      | 경상북도                           | O      | X      | X      | X      | X      |
| MBC 경남 TV     | 경상남도                           | X      | X      | X      | X      | X      |
| 목포MBC TV      | 전라남도                           | X      | X      | X      | X      | X      |
| 여수MBC TV      | 전라남도                           | X      | X      | X      | X      | X      |
| 광주MBC TV      | 광주광역시                         | X      | X      | X      | X      | X      |
| 전주MBC TV      | 전북특별자치도                     | X      | X      | X      | X      | X      |
| 제주MBC TV      | 제주특별자치도                     | O      | X      | X      | X      | X      |

## 타이틀 변천사
| 기수 | 프로그램 타이틀                                             | 방송 기간                           |
| ---- | ----------------------------------------------------------- | ----------------------------------- |
| 1기  | 화제집중 생방송 6시                                         | 1998년 1월 19일 ~ 2000년 5월 14일   |
| 2기  | 생방송 화제집중                                             | 2000년 5월 15일 ~ 2008년 11월 16일  |
| 3기  | 6시 뉴스매거진                                              | 2010년 11월 1일 ~ 2011년 5월 29일   |
| 4기  | 월요일 ~ 목요일 : 6시 뉴스매거진 금요일 : 생방송 금요와이드 | 2011년 6월 2일 ~ 2012년 10월 5일    |
| 5기  | 생방송 금요와이드                                           | 2012년 10월 12일 ~ 2012년 10월 19일 |
| 6기  | 생방송 원더풀 금요일                                        | 2012년 10월 26일 ~ 2014년 11월 14일 |
| 7기  | 생방송 오늘 저녁                                            | 2014년 11월 17일 ~ 2024년 6월 30일  |
| 8기  | 오늘N                                                       | 2024년 7월 1일 ~ 현재               |

## 편성 변경, 결방
2022년
- 10월 25일 : MBC 스포츠 2022년 KBO 리그 2차전 키움 히어로즈 VS LG 트윈스 중계방송으로 인한 결방.
- 11월 8일 : MBC 스포츠 2022년 한국시리즈 6차전 키움 히어로즈 VS SSG 랜더스 중계방송으로 인한 결방.

2023년
- 3월 10일 : 2023 WBC 조별 리그 대한민국 VS 일본 중계방송으로 인한 결방.
- 7월 27일 : 정전특집 관련 특별 생방송 수해 피해 극복 우리 함께 이겨냅시다 편성으로 인한 결방.
- 8월 10일 : 태풍 관련 MBC 뉴스특보 편성으로 인한 결방.

2024년
- 1월 1일 : 《태어난 김에 세계일주 3 중간 점검 스페셜》 편성으로 인한 결방.
- 2월 12일 : 《설특집 송스틸러 (2부)》 편성으로 인한 결방.
- 4월 10일 : 《국회의원》 선거 개표방송으로 인한 결방.
- 9월 16일 ~ 9월 18일 : 추석특집 아이돌 육상 경기대회 편성으로 인한 결방.
- 10월 17일 : MBC 스포츠 2024년 KBO 리그 3차전 삼성 라이온즈 VS LG 트윈스 중계방송으로 인한 결방.
- 10월 21일 : MBC 스포츠 2024년 한국시리즈 1차전 삼성 라이온즈 VS KIA 타이거즈 중계방송으로 인한 결방.
- 10월 25일 : MBC 스포츠 2024년 한국시리즈 3차전 KIA 타이거즈 VS 삼성 라이온즈 중계방송으로 인한 결방.
- 10월 29일 : MBC 스포츠 2024년 한국시리즈 7차전 삼성 라이온즈 VS KIA 타이거즈 중계방송으로 인한 결방.

2025년
- 1월 29일 : 2024가요대제전 녹방대체 로 인한 결방
- 4월 18일 : 장애인의 날 행사특집 편성으로 인한 결방
- 6월 3일 : 2025대통령선거 투표방송으로 인한 결방

## 경쟁 프로그램
- 2TV 생생정보 (KBS 2TV)
- 생방송 투데이 (SBS TV)
- 6시 내고향 (KBS 1TV)